# Calycopis cos
Espèce
Calycopis cos est un papillon de la famille des Lycaenidae, de la sous-famille des Theclinae et du genre Calycopis.

## Dénomination
Calycopis cos a été décrit par Herbert Druce en 1907 sous le nom initial de Thecla cos.

## Description
Calycopis cos est un petit papillon aux pattes et aux antennes cerclés de blanc et noir, avec deux fines queues à chaque aile postérieure, une longue et une courte.
Ses ailes sont de couleur marron roux.

## Écologie et distribution
Calycopis cos est présent en Guyana et en Guyane,,.

### Protection
Pas de statut de protection particulier.